# Jan Drabina
Jan Drabina (ur. 13 października 1939 w Cieszynie) − polski religioznawca i mediewista, profesor nauk humanistycznych, emerytowany profesor Uniwersytetu Jagiellońskiego.

## Życiorys
Syn Jana Michała (1895−1977) i Marii Łucji z domu Raszka. W 1956 ukończył I Liceum Ogólnokształcące im. Antoniego Osuchowskiego w Cieszynie. W 1964 uzyskał tytuł magistra historii na Uniwersytecie Jagiellońskim. W latach 1964–1967 był wikariuszem w parafii Opatrzności Bożej w Katowicach Zawodziu. W 1969 na Uniwersytecie Śląskim w Katowicach obronił doktorat, napisany pod kierunkiem Romana Hecka. Stopień doktora habilitowanego z zakresu historii średniowiecznej powszechnej otrzymał w 1985 na Uniwersytecie Jagiellońskim. W 1993 otrzymał tytuł profesora nauk humanistycznych.
Sprawował funkcję kierownika Zakładu Historii Chrześcijaństwa w Instytucie Religioznawstwa na Wydziale Filozoficznym Uniwersytetu Jagiellońskiego. Obecnie emerytowany. Specjalizuje się w historii chrześcijaństwa, historii wyznań w Polsce i historii Górnego Śląska (głównie późne średniowiecze). W kręgu jego zainteresowań leżą także stosunki dyplomatyczne Polski ze Stolicą Apostolską.
Pod jego kierunkiem stopień naukowy doktora uzyskała Elżbieta Przybył-Sadowska.
Uhonorowany w 2001 roku Śląską Nagrodą im. Juliusza Ligonia. W 2005 roku Drabina został laureatem Nagrody im. Wojciecha Korfantego. W 2012 odznaczony Złotym Krzyżem Zasługi oraz odznaką honorową „Zasłużony dla Kultury Polskiej”.
Został prezesem Towarzystwa Miłośników Bytomia. 20 listopada 2008 uzyskał tytuł Honorowego Obywatela Miasta Bytomia.

## Wybrane publikacje
- „Kontakty Wrocławia z Rzymem w latach 1409–1517”, Wrocław 1981
- „Idee koncyliaryzmu na Śląsku”, Kraków 1984
- „Rola argumentacji religijnej w walce politycznej w późnośredniowiecznym Wrocławiu”, Kraków 1984
- „Religie na ziemiach Polski i Litwy w średniowieczu”, Kraków 1989
- „Pięć pierwszych wieków chrześcijaństwa. Wybór tekstów źródłowych”, Kraków 1991
- „Życie codzienne w miastach śląskich XIV i XV wieku”, Opole 1991
- „Historia Gliwic” (red.), Gliwice 1995
- „Historia Chorzowa”, Chorzów 1998
- „Historia Tarnowskich Gór” (red.), Tarnowskie Góry 2000
- „Historia Bytomia 1254–2000", Bytom 2000
- „Absolut – istota Najwyższa – Bóg w religiach i dociekaniach”, 2000
- „Górny Śląsk”, Wrocław 2002
- „Kontakty papiestwa z Polską w latach Schizmy Zachodniej 1378–1415”, Kraków 2003
- „Historia Bytomia od średniowiecza do współczesności 1123–2010”